# Terpsiphone rufiventer
Terpsiphone rufiventer là một loài chim trong họ Monarchidae.